# Dácil

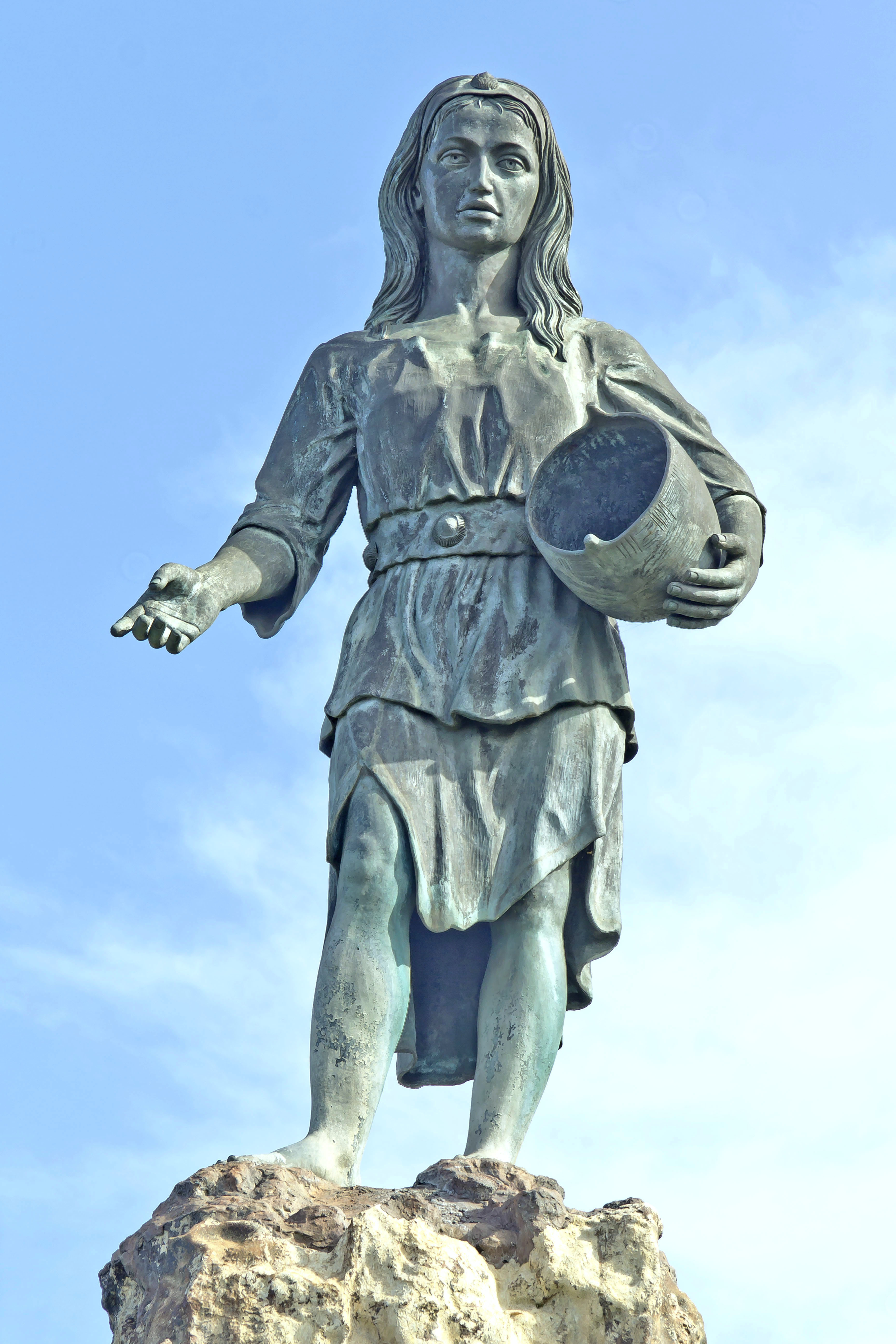
Bronzefigur der Prinzessin Dácil aus dem 21. Jahrhundert

Dácil, meist als Princesa Dácil bezeichnet, ist eine legendäre Person, die von dem kanarischen Dichter Antonio de Viana (1578–1650) mehr als 100 Jahre nach ihrem fiktiven Leben erfunden wurde. Für die tatsächliche Existenz einer Guanchen-Prinzessin Dácil gibt es keinerlei dokumentarische Hinweise.
Princesa Dácil wird beschrieben als die schöne Tochter Bencomos, des Menceys von Taoro. Der geschichtlich nachgewiesene Bencomo war zu Ende des 15. Jahrhunderts der Truppenführer der Guanchen-Bevölkerung der vier nördlichen Menceyatos (Fürstentümer) Teneriffas die gegen die kastilischen Eroberer kämpften. Er soll nach der 2. Schlacht von Acentejo die Delegation der Guanchen angeführt haben, die im Sommer 1496 im Feldlager der Kastilier auf dem Gebiet der heutigen Stadt Los Realejos kapitulierte.
In dem Text „Antigüedades de las Islas Afortunadas“ aus dem Jahr 1604 beschreibt Antonio de Viana die Liebe zwischen Dácil und dem kastilischen Konquistador Gonzalo del Castillo. Sie lehnte die Heirat eines Guanchen-Prinzen ab und setzte, gegen die Vorstellungen ihrer Familie, ihren Willen durch, wurde auf den Namen Mencías getauft und heiratete Gonzalo del Castillo.
Die Geschichte der Princesa Dácil wurde in der spanischen Literatur häufig bearbeitet. Unter anderem schrieb Lope de Vega eine Komödie zu dem Thema mit dem Titel „Los guanches de Tenerife y conquista de Canaria“. Die Figur der Prinzessin Dácil steht in der spanischsprachigen Literatur für die Integration der Ureinwohner der Kanarischen Inseln in die christliche Kultur der kastilischen Eroberer.